# My Short Stories
My Short Stories – pierwsza składanka japońskiej wokalistki Yui, wydana 12 listopada 2008. Zawiera b-side'y z poprzednio wydanych singli oraz nowy utwór "I'll Be".

## Lista utworów
1. "I'll Be"
2. "Help"
3. "Last Train"
4. "Winter Hot Music"
5. "Jam"
6. "Skyline"
7. "Free Bird"
8. "I Wanna Be..."
9. "Oh My God"
10. "Cloudy"
11. "Driving Today"
12. "Understand"
13. "Crossroad"
14. "It's Happy Line"
15. "Why Me"